# Fernand Berset
Pour les articles homonymes, voir Berset.
 (décembre 2024).
Fernand Berset est un écrivain et comédien suisse, né le 6 mai 1931 à Genève et mort le 15 septembre 2011 à Fontenay-lès-Briis (Essonne).
Il est l’auteur de quelques romans policiers et d'espionnage, ainsi que de pièces radiophoniques.
Il a joué pour le théâtre, la télévision et le cinéma.

## Biographie
Après une enfance difficile, Fernand Berset commence à 15 ans un apprentissage de typographe, métier qu'il pratique quelques années. 
Attiré par le théâtre, il écrit Esther ou la Fosse commune, acte policier flirtant avec le théâtre de l'absurde. La pièce est jouée à Lausanne par la compagnie des Faux-Nez. Dans le genre morbide, mais nettement plus satirique, Fernand Berset donne ensuite À tombeaux ouverts, trois actes d'humour noir percutants créés, toujours aux Faux-Nez, le 20 janvier 1955. Pour Charles Apothéloz, il adapte encore, à la fin des années 1950, le roman d'aventure de Robert Louis Stevenson L'Île au trésor, dont la première a lieu au théâtre municipal de Lausanne le 29 décembre 1960.
Dès le début des années 1960, Fernand Berset monte à Paris et commence une carrière de comédien dans la troupe de Charles Apothéloz. Il travaille avec plusieurs autres metteurs en scène de renom. Il obtient notamment un triomphe avec Deux Suisses au-dessus de tout soupçon en duo avec l'autre Genevois Alain Chevallier qui aura plus de mille représentations. Parallèlement, il écrit des romans d'espionnage et policiers à succès, comme Fantasia chez les Helvètes (1972) ou encore On descend à Lausanne (2002), polar sur la vie moderne lausannoise des années 1950.
Il acquiert la notoriété en France à la fin des années 1960 et au milieu des années 1970 grâce à de fréquents passage à la télévision, notamment par le feuilleton Allô Police de 1967 à 1970, où il interprétait l’inspecteur de police parisien Albert Abadie. En compagnie de chansonniers et de son complice Alain Chevalier, il y racontait notamment les histoires du benêt suisse « Ouin-Ouin » (qui a pu inspirer Antoine de Caunes pour son scout du même nom).

## Vie privée
Fernand Berset a été marié à l'artiste Lise Berset, avec laquelle il a notamment vécu à Longpont-sur-Orge, en Essonne.

## Publications

### Romans policiers et d'espionnage
- Fantasia chez les Helvètes, Paris, Presses de la Cité, Espiorama no 29, 1972 ; réédition, Paris, Presses de la Cité, Punch no 91, 1974
- Helvétiquement vôtre, Paris, Presses de la Cité, Punch 2e série no 23, 1973
- Les Suisses s'excitent, Paris, Presses de la Cité, Punch no 27, 1973 ; réédition, Paris, Presses de la Cité, Punch 2e série no 22, 1977
- Swiss Mafia, Paris, Presses de la Cité, Punch no 41, 1973
- On descend à Lausanne, Vevey, Éditions de l'Aire, 2002

### Pièces radiophoniques
- Le Pont (1957)
- La Fournaise de Jacques Aeschlimann (1959)
- Le Pont des Gentils (1969)
- Une machine à tricoter (1973)

## Carrière d’acteur

### Filmographie

#### Cinéma
- 1960 : Les Eaux saintes (An heiligen wassern) d'Alfred Weidenmann
- 1964 : Aimez-vous les femmes ? de Jean Léon
- 1964 : La Bonne Occase de Michel Drach
- 1964 : Altitude 8625, court métrage de Serge Korber
- 1965 : Le Majordome de Jean Delannoy : le gérant
- 1965 : Du rififi à Paname de Denys de la Patellière : le client mécontent
- 1966 : Trois enfants dans le désordre de Léo Joannon : le contremaître
- 1966 : Le Judoka agent secret de Pierre Zimmer
- 1966 : Un idiot à Paris de Serge Korber : Jules Grafouillères
- 1966 : Du mou dans la gâchette de Louis Grospierre : un homme de main de Magnum
- 1968 : Salut Berthe de Guy Lefranc
- 1969 : La Fiancée du pirate de Nelly Kaplan : Jeanjean
- 1971 : Sur un arbre perché de Serge Korber : l'interlocuteur à la télévision
- 1972 : L'Affaire Dominici de Claude Bernard-Aubert : un homme qui félicite le commissaire
- 1973 : Les Couples du bois de Boulogne de Bernard Legrand
- 1973 : Smog de Christian Mottier
- 1974 : Les Chinois à Paris de Jean Yanne
- 1974 : Vos gueules, les mouettes ! de Robert Dhéry
- 1975 : La Bulle (L'Assassinat) de Raphaël Rebibo : le premier individu
- 1976 : Le Corps de mon ennemi d'Henri Verneuil
- 1976 : Le Vieux Pays où Rimbaud est mort de Jean-Pierre Lefebvre : le boucher
- 1977 : La Nuit de Saint-Germain-des-Prés de Bob Swaim : le patron de La Cave bleue
- 1977 : Le mille-pattes fait des claquettes de Jean Girault : le fermier
- 1977 : La nuit, tous les chats sont gris de Gérard Zingg : l'animateur
- 1979 : West Indies, les nègres marrons de la liberté de Med Hondo : l'hôtelier
- 1982 : Pour 100 briques t'as plus rien… d'Edouard Molinaro : le patron de Sam
- 1988 : Mangeclous de Moshé Mizrahi
- 1988 : Génération Oxygène de Georges Trillat
- 1989 : Mado, poste restante d'Alexandre Abadachian
- 1991 : Le Fils du Mékong de François Leterrier

#### Télévision
- 1961 : Le Théâtre de la jeunesse : Gaspard ou le petit tambour de la neige de Claude Santelli, réalisation Jean-Pierre Marchand
- 1961 : Épreuves à l'appui (Les Cinq Dernières Minutes no 21) de Claude Loursais
- 1962 : Font-aux-cabres (fresque dramatique de Félix Lope de Vega), téléfilm de Jean Kerchbron : Barrildo
- 1965 : Belphégor de Claude Barma : le docteur qui soigne Stéphanie
- 1966 : Le train bleu s'arrête 13 fois de Michel Drach, épisode : Toulon, Passe-passe
- 1966 à 1970 : Allô Police de Raymond Caillava : l’inspecteur Albert Abadie
- 1966 : À la belle étoile de Pierre Prévert : Victor
- 1970 : Les Aventures de Zadig de Claude-Jean Bonnardot
- 1971 : Les Nouvelles Aventures de Vidocq, épisode Les Banquiers du crime de Marcel Bluwal
- 1972 : Les Chemins de fer de Daniel Georgeot
- 1973 : Les Mécontents de Bernard Guillou
- 1973 : Lucien Leuwen, téléfilm de Claude Autant-Lara
- 1974 : Malaventure ép. « Monsieur seul » de Joseph Drimal
- 1974 : Ardéchois cœur fidèle de Jean-Pierre Gallo (feuilleton TV)
- 1975 : Le Père Amable de Claude Santelli
- 1976 : Le Milliardaire, téléfilm de Robert Guez
- 1976-1978 : Minichronique, série télévisée de René Goscinny et Jean-Marie Coldefy : le voisin
- 1978 : Les Folies Offenbach, épisode Les Bouffes Parisiens de Michel Boisrond
- 1978 : Messieurs les jurés : L'Affaire Moret d'André Michel
- 1980 : Salut champion de Denis Lalanne
- 1985 : La Petite Fille modèle de Jean-Jacques Lagrange
- 1984 : Les Enquêtes du commissaire Maigret, épisode : Maigret se défend de Georges Ferraro
- 1987 : Les Enquêtes du commissaire Maigret, épisode : Maigret chez le ministre de Louis Grospierre
- 1989 : En cas de bonheur de Paul Vecchiali
- 1992 : Bienvenue à Bellefontaine de Gérard Louvin
- 1994 : Maigret : La Patience de Maigret d'Andrzej Kostenko
- 1998 : Louis Page : Passage sous silence réalisé par Hugues de Laugardière : René Prévot

### Théâtre
- 1960 : Biedermann et les incendiaires de Max Frisch, mise en scène Jean-Marie Serreau, théâtre de Lutèce
- 1961 : La Tragédie optimiste de Vsevolod Vichnevski, mise en scène Gabriel Garran, Festival d'art dramatique d'Aubervilliers
- 1961 : Amédée ou Comment s'en débarrasser d'Eugène Ionesco, mise en scène Jean-Marie Serreau, théâtre de l'Odéon
- 1962 : La Queue du diable d'Yves Jamiaque, mise en scène Georges Vitaly, théâtre La Bruyère
- 1962 : Biedermann et les incendiaires de Max Frisch, mise en scène Jean-Marie Serreau, théâtre Récamier
- 1964 : Le Mariage de Witold Gombrowicz, mise en scène Jorge Lavelli, théâtre Récamier
- 1965 : Pantagleize de Michel de Ghelderode, mise en scène René Dupuy, théâtre Gramont
- 1966 : Les Bouquinistes d'Antoine Tudal, mise en scène Claude Confortès, théâtre Récamier
- 1966 : Ta femme nous trompe d'Alexandre Breffort, mise en scène Michel Vocoret, théâtre des Capucines
- 1967 : Tango de Slawomir Mrozek, mise en scène Laurent Terzieff, théâtre de Lutèce
- 1968 : Gugusse de Marcel Achard, mise en scène Michel Roux, théâtre de la Michodière
- 1968 : Les Chemins de fer d'Eugène Labiche, mise en scène André Barsacq, théâtre de l'Atelier
- 1969 : Le Jardin aux betteraves de et mise en scène Roland Dubillard, théâtre de Lutèce
- 1970 : Une fille dans ma soupe de Terence Frisby, mise en scène Raymond Rouleau, théâtre de la Madeleine
- 1971 : Le Septième Commandement : Tu voleras un peu moins… de Dario Fo, mise en scène Jacques Mauclair, Festival de la Cité à Carcassonne
- 1976 : Deux Suisses au-dessus de tout soupçon avec Alain Chevallier
- 1980 : L'Intoxe de Françoise Dorin, mise en scène Jean-Laurent Cochet, théâtre des Variétés
- 1982 : Sherlock Holmes de William Gillette d'après Arthur Conan Doyle, mise en scène Michel Fagadau, théâtre de Boulogne-Billancourt
- 2000 : Becket ou l'Honneur de Dieu de Jean Anouilh, mise en scène Didier Long, théâtre de Paris

### Doublage
- 1982 : The Thing : George Bennings (Peter Maloney)
- 1987 : Dragnet : Jerry Caesar (Dabney Coleman)
- 1989 : Une saison blanche et sèche : Louw (Ronald Pickup)